# Realm Royale
Realm Royale (укр. Світ королівства) — це безкоштовний шутер від третьої особи Battle Royale, розроблений Heroic Leap Games. У грі представлено кілька класів персонажів, кожен з яких має унікальні здібності.   Це спін-офф шутера Паладіни: Чемпіони світу, де він виник як ігровий режим, відомий як Paladins: Battlegrounds.    Гра була випущена для Microsoft Windows через програму раннього доступу Steam у червні 2018 року, а версії для PlayStation 4 і Xbox One були випущені через два місяці. Realm Royale увійшла до відкритого бета-тестування на PS4 та Xbox One 22 січня 2019 року. 24 травня 2019 року гра увійшла в закрите бета-тестування на Nintendo Switch і стала відкритою 20 червня 2019 року.

## Ігровий процес
Гра працює так само, як і інші ігри жанру Battle Royale, в яких 90 гравців падають з дирижабля і повинні пройти безпечну зону, що скорочується, збирати обладнання, наприклад зброю, щоб битися та знищувати супротивників, і прагнути стати останнім гравцем, що залишився. У режимі гри Squad гравці об’єднуються в команди по чотири людини, а загальна кількість гравців – 100. Система крафта дозволяє розбивати знайдені предмети на матеріали для створення кращих предметів або здібностей у фіксованих місцях, знайдених на карті, званих Кузнями, які часто суперечать багатьом гравцям. Гравці, які були «збиті» іншими гравцями, перетворюються на курку і можуть бути перетворені назад, якщо їм вдасться пережити нападників протягом певного періоду часу, протягом якого «забиті» гравці мають можливість завдати незначної шкоди в форма атак ближнього бою. Гра включає бойовий пропуск, відомий як «Первинне пробудження» до 16 січня 2019 року, коли дебютував другий сезон, відомий як «Сталь і тінь», який нагороджує гравців косметикою персонажів. Є чотири класи, кожен із яких має певні «таланти», які можна отримати, підвищуючи рівень.

## Розвиток
Гра розроблена та продається компанією Hi-Rez Studios, яка відома багатокористувацькими онлайн-іграми на бойовій арені, такими як Паладіни: Чемпіони світу та Smite.
Спочатку гра передбачалася як окремий ігровий режим для гри Паладіни: Чемпіони світу, але пізніше була розроблена в окреме відділення, яке спочатку називалося Paladins: Battlegrounds, а тепер — Realm Royale. Гра була випущена безкоштовно 5 червня 2018 року для Windows у рамках програми раннього доступу Steam. Також була випущена версія для PlayStation 4 і Xbox One. Оскільки це бета-версія, додаткові функції будуть додані як оновлення.

### Випуск
Понад 100 000 гравців грали в гру протягом першого тижня після її випуску в Steam, що робить її четвертою за кількістю гравців у Steam. Гра здобула славу серед іншого завдяки прямим трансляції на таких сайтах, як Twitch. Через три тижні гра набрала понад 3 мільйони гравців і стала однією з найпопулярніших ігор на Twitch і Mixer. У липні 2018 року гра досягла 4 мільйонів гравців. Гра була 4-ю за кількістю завантажень безкоштовною грою в PlayStation Store в США і 5-ю в Європі в 2019 році. 2 липня 2019 року Hi-Rez Studios оголосила, що Realm Royale досягла 10 мільйонів гравців.

## Сприйняття
Realm Royale в цілому отримала схвальні відгуки від критиків.
Візуальний стиль і геймплей Realm Royale 's залучили порівняння з MMORPG World Of Warcraft. Алекс Авард з GamesRadar+ порівняв заняття в грі з «першими днями PvP у World of Warcraft, у всіх правильних способах». Джордан Форвард з PCGamesN назвав Forge ключовим доповненням, що надає справжнє відчуття напряму на початку та в середині гри Realm Royale». Завдяки ігровому принципу, такому як система класів персонажів, Realm Royale також порівнюють з Fortnite і Overwatch. Деякі критики  також дотримуються думки, що, на відміну від Fortnite, гра не перевантажена багатьма і напруженими будівельними функціями, і загалом гра працює швидше, ніж у PlayerUnknown's Battlegrounds та інших подібних іграх. Крім того, високо оцінюється поєднання багатокористувацької онлайнової бойової арени або шутера-героя та королівської битви. GamesRadar+ включив гру в список «Безкоштовні ігри для PS4: найкращі ігри, які можна завантажити, нічого не сплачуючи». TheGamer включив Realm Royale у свій топ «Кращі ігри Battle Royale для новачків», вихваляючи різні магічні здібності, вказуючи на те, що «щоб кожна битва з гравцями іноді сильно відрізнялася від попередньої». Компанія Trusted Reviews інтегрувала гру в свої «Кращі ігри Battle Royale 2020», назвавши її «веселою» і стверджуючи, що «деякі сумнівні рішення щодо розробки означали, що популярність гри зменшилася майже так само швидко, як і зросла, але це не означає, що вона не є хорошою. Дайте цьому шанс».